# República Centroafricana en los Juegos Olímpicos de París 2024
La República Centroafricana estuvo representada en los Juegos Olímpicos de París 2024 por cuatro deportistas, dos hombres y dos mujeres, que compitieron en tres deportes.
Los portadores de la bandera en la ceremonia de apertura fueron el nadador Terence Tengue y la judoka Nadia Guimendego. El equipo olímpico centroafricano no obtuvo ninguna medalla en estos Juegos.